# Mai Kuraki
Mai Kuraki (倉木麻衣, Kuraki Mai, née le 28 octobre 1982 à Funabashi, Japon)  est une chanteuse japonaise de JPOP et R&B. Après un premier single sorti sans succès aux USA en 1999 sous le pseudonyme Mai K, sa carrière décolle avec son premier single japonais Love, Day after Tomorrow, tube vendu à plus d'un million d'exemplaires. Dans la foulée, son premier album Delicious Way sorti en 2000 se vend à plus de deux millions d'exemplaires. Tous ses singles en tant que Mai Kuraki se sont classés dans le top 10 du classement Oricon, un record au Japon, malgré un net affaiblissement de ses ventes au fil des ans.

## Discographie

### Singles
| Date de sortie    | Titre                                                | Classement Oricon Hebdomadaire | Copies vendues |
| ----------------- | ---------------------------------------------------- | ------------------------------ | -------------- |
| 20 octobre 1999   | Baby I Like (en tant que Mai K) (USA)                | non classé                     |                |
| 8 décembre 1999   | Love, Day After Tomorrow                             | #2                             | 1.385.190      |
| 15 mars 2000      | Stay by My Side                                      | #1                             | 922.140        |
| 26 avril 2000     | Secret of My Heart                                   | #2                             | 968.980        |
| 7 juin 2000       | NEVER GONNA GIVE YOU UP                              | #2                             | 434.250        |
| 27 septembre 2000 | Simply Wonderful                                     | #2                             | 384.820        |
| 8 novembre 2000   | Reach for the Sky                                    | #3                             | 468.320        |
| 7 février 2001    | Tsumetai Umi / Start in my life                      | #2                             | 356.310        |
| 18 avril 2001     | Stand Up                                             | #2                             | 475.910        |
| 6 juin 2001       | always                                               | #2                             | 219.240        |
| 29 août 2001      | Can't Forget Your Love / PERFECT CRIME ~Single Edit~ | #2                             | 180.040        |
| 17 janvier 2002   | Winter Bells                                         | #1                             | 258.310        |
| 24 avril 2002     | Feel fine!                                           | #2                             | 451.500        |
| 4 septembre 2002  | Like a Star in The Night                             | #2                             | 119.500        |
| 4 décembre 2002   | Make my day                                          | #2                             | 107.899        |
| 5 mars 2003       | Time After Time ~Hanamau Machi de~                   | #3                             | 144.461        |
| 30 avril 2003     | Kiss                                                 | #3                             | 112.092        |
| 28 mai 2003       | Kaze no La La La                                     | #3                             | 96.198         |
| 8 octobre 2003    | IMITATION GOLD (as Tak Matsumoto feat. Mai Kuraki)   | #1                             |                |
| 19 mai 2004       | Ashita e Kakeru Hashi                                | #3                             | 90.588         |
| 26 janvier 2005   | Love, Needing                                        | #5                             | 69.069         |
| 23 mars 2005      | DANCING                                              | #5                             | 56.682         |
| 1er juin 2005     | P.S. MY SUNSHINE                                     | #8                             | 41.936         |
| 9 novembre 2005   | Growing of My Heart                                  | #7                             | 62.299         |
| 8 février 2006    | BEST OF HERO                                         | #5                             | 57.741         |
| 21 juin 2006      | Diamond Wave                                         | #7                             | 30.977         |
| 20 décembre 2006  | Shiroi Yuki                                          | #4                             | 43.721         |
| 14 février 2007   | Season of Love                                       | #6                             | 30.579         |
| 28 novembre 2007  | Silent Love ~Open My Heart~ / BE WITH U              | #9                             | 30.625         |
| 19 mars 2008      | Yume ga Saku Haru / You and Music and Dream          | #5                             | 28.881         |
| 9 juillet 2008    | Ichibyou Goto ni Love for You                        | #7                             | 29.640         |
| 26 novembre 2008  | 24 Xmas time                                         | #7                             | 26.586         |
| 1er avril 2009    | PUZZLE / Revive                                      | #3                             | 48.328         |
| 10 juin 2009      | Beautiful                                            | #2                             | 36.434         |
| 3 mars 2010       | Eien Yori Nagaku / Drive me crazy                    | #4                             | 30,024         |
| 31 août 2010      | SUMMER TIME GONE                                     | #4                             |                |
| 9 mars 2010       | 1000 Man Kai no Kiss                                 | #4                             |                |
| 25 mai 2011       | Mou Ichido                                           | #7                             |                |
| 19 octobre 2011   | Your Best Friend                                     | #6                             | 25.247         |
| 15 août 2012      | Koi ni Koishite / Special Morning Day to You         | #7                             | 21.970         |
| 6 février 2013    | TRY AGAIN                                            | #7                             | 20.237         |
| 26 février 2014   | Wake Me Up                                           | #2                             | 12.384         |
| 27 août 2014      | Muteki na Heart / STAND BY YOU                       | #5                             | 29.517         |
| 12 avril 2017     | Togetsukyou ~Kimi Omofu~                             | #5                             | 48.185         |

### Albums
- 2000 : delicious way
- 2001 : Perfect Crime
- 2002 : FAIRY TALE
- 2003 : If I Believe
- 2005 : FUSE OF LOVE
- 2006 : DIAMOND WAVE
- 2008 : ONE LIFE
- 2009 : touch Me!
- 2010 : FUTURE KISS
- 2012 : OVER THE RAINBOW
- 2017 : Smile

Compilations
- 2004 : Wish You The Best
- 2009 : ALL MY BEST
- 2014 : MAI KURAKI BEST 151A -LOVE & HOPE-

## Vidéos
- FIRST CUT (DVD/VHS 8 novembre 2000)
- Mai Kuraki & Experience First Live 2001 in Zepp Osaka (VHS 19 septembre 2001)
- Mai Kuraki & Experience First Live Tour 2001 ETERNAL MOMENT (DVD/VHS 21 novembre 2001)
- Mai Kuraki "Loving You..." Tour 2002 Final 2.27 in YOKOHAMA ARENA (VHS 3 avril 2002)
- Mai Kuraki "Loving You..." Tour 2002 Complete Edition (DVD 15 mai 2002)
- My Reflection (DVD 7 janvier 2004)
- Mai Kuraki 5th Anniversary Edition Grow, Step by Step (DVD 5 janvier 2005)
- Mai Kuraki Live Tour 2005　LIKE A FUSE OF LIVE and Tour Documentary of "chance for you" (DVD 22 février 2006)
- Brilliant Cut ～Mai Kuraki Live & Document～ (DVD 22 août 2007)
- Mai Kuraki Live Tour 2008 "touch Me!" (DVD 6 mai 2009)
- 10TH ANNIVERSARY MAI KURAKI LIVE TOUR "BEST" (DVD 23 décembre 2009)
- HAPPY HAPPY HALLOWEEN LIVE 2010 (DVD 19 octobre 2011)
- Mai Kuraki Premium Live One for all, All for one (DVD 14 mars 2012)
- Mai Kuraki Live Tour 2012 〜OVER THE RAINBOW〜 (DVD 15 août 2012)
- Mai Kuraki Symphonic Collection in Moscow (DVD+CD 19 décembre 2012)
- Mai Kuraki Symphonic Live -Opus 1- (DVD 3 juillet 2013)
- MAI KURAKI LIVE PROJECT 2013 "RE:" (DVD 4 décembre 2013)
- Mai Kuraki Symphonic Live -Opus 2- (DVD 26 mars 2014)
- 15th Anniversary Mai Kuraki Live Project 2014 BEST "一期一会" ～Premium～ (DVD 27 mai 2015)
- Mai Kuraki Symphonic Live -Opus 3- (DVD 27 janvier 2016)

## Liens
- Site officiel
- Blog officiel